# Liste der Poets Laureate im Vereinigten Königreich
Der Poet Laureate des Vereinigten Königreichs ist eine auszeichnende Ehrenposition, die vom Monarchen des Vereinigten Königreichs auf Vorschlag des britischen Premierministers besetzt wird. Das Amt umfasst keine besonderen Pflichten, sondern beinhaltet lediglich die Erwartung, dass der Amtsinhaber bedeutende Lyrik zu nationalen Anlässen verfasst.
Mit dem Amt ist ein jährliches Honorar verbunden, das momentan £5760 beträgt. Der Poet Laureate erhält zudem traditionell ein Fass mit rund 477 Liter Sherry.
Carol Ann Duffy war seit Mai 2009 der erste weibliche, erste schottische und erste offen homosexuell lebende Poet Laureate. Ihr Nachfolger ist seit Mai 2019 Simon Armitage.
Das Amt des Laureate für Kinder wird momentan von Malorie Blackman bekleidet.

## Geschichte
Bis zum Act of Union 1707 hieß das Amt Poet Laureate des Königreichs England, anschließend Poet Laureate des Königreichs Großbritanniens. Seit 1800 wird die Position Poet Laureate des Vereinigten Königreichs genannt.
Traditionell wurde das Amt bis zum Lebensende bekleidet. Der einzige Poet Laureate, der entlassen wurde, war 1688 John Dryden, da er sich geweigert hatte, den Treueid auf den neuen König, Wilhelm III., zu leisten. Seit der Ernennung von Andrew Motion im Jahre 1999 ist die Amtszeit auf zehn Jahre bemessen.
Das Amt abgelehnt haben Thomas Gray, Walter Scott, Rudyard Kipling, Philip Larkin und Seamus Heaney.

## Mittelalter
Mit dem Titel versificator regis:
- Richard Canonicus, angestellt von Richard I. (von 1189 bis 1199)
- Gulielmus Peregrinus († um 1207), angestellt von Richard I.
- Master Henry, angestellt von Heinrich III.
- Andrew Baston[13]
- Geoffrey Chaucer (um 1343–1400)
- John Kay während der Regentschaft von  Eduard IV. (1461–83)

## Tudorepoche
| Poet Laureate  | Porträt | Geburtsdatum                        | Alma Mater                               | Ernannt                     | Bekannte Werke                                                   | Sterbedatum     |
| -------------- | ------- | ----------------------------------- | ---------------------------------------- | --------------------------- | ---------------------------------------------------------------- | --------------- |
| Bernard André  |         | 1450 Toulouse, Frankreich           |                                          | von Heinrich VII.           |                                                                  | 1522            |
| John Skelton   |         | ~ 1460 wahrscheinlich Diss, Norfolk | University of Cambridge                  | 1513/1514 von Heinrich VII. | Replycacion Speke, Parrot The Boke of Phyllyp Sparowe            | 21. Juni 1529   |
| Edmund Spenser |         | ~ 1552 London                       | Pembroke College University of Cambridge | von Elisabeth I.            | Epithalamium The Shepheardes Calender The Faerie Queene Amoretti | 13. Januar 1599 |

## Seit 1599
| Poet Laureate                             | Porträt | Geburtsdatum                                      | Ausbildungsstätte                                  | Ernannt                                                         | Bekannte Werke | Sterbedatum                                |
| ----------------------------------------- | ------- | ------------------------------------------------- | -------------------------------------------------- | --------------------------------------------------------------- | --- | ------------------------------------------ |
| Samuel Daniel                             |         | 1562 nahe Taunton, Somerset                       | Magdalen Hall University of Oxford                 | 1599 von Elisabeth I.                                           | Musophilus The Complaint of Rosamond Epistles to Distinguished Persons                                                                                              | 14. Oktober 1619 Beckington, Somerset      |
| Ben Jonson                                |         | ~ 11. Juni 1572 Westminster, London               | Westminster School                                 | 1616 von Jakob I.                                               | Epigrams On My First Son To Penshurst To Celia Underwoods | 6. August 1637 Westminster, London         |
| William Davenant (auch William D'Avenant) |         | Februar, 1606 Oxford                              | Lincoln College University of Oxford               | 1638 von Karl I.                                                | A Discourse upon Gondibert, an heroick poem A Panegyric to his Excellency the Lord General Monck Poem, Upon His Sacred Majesties Most Happy Return to His Dominions | 7. April 1668 London                       |
| John Dryden                               |         | 19. August 1631 Aldwincle, Northamptonshire       | Trinity College University of Cambridge            | 1668 von Karl II. 1688 von Wilhelm III. und Maria II. entlassen | Astraea redux Annus mirabilis Absalom and Achitophel | 12. Mai 1700 London                        |
| Thomas Shadwell                           |         | ~ 1642 Stanton Hall, Norfolk                      | Gonville and Caius College University of Cambridge | 1689 von Wilhelm III. und Maria II.                             | Dear Pretty Youth Love in their little veins inspires Nymphs and Shepherds The Sullen Lovers                                                                        | 19. November 1692 Chelsea, London          |
| Nahum Tate                                |         | 1652 Dublin, Irland                               | Trinity College Dublin                             | 1692 von Wilhelm III. und Maria II.                             | Panacea, a poem on Tea | 30. Juli 1715 Southwark, London            |
| Nicholas Rowe                             |         | 20. Juni 1674 Little Barford, Bedfordshire        | Middle Temple                                      | 1715 von Georg I.                                               | A Poem upon the Late Glorious Successes of Her Majesty’s Arms Poems on Several Occasions Maecenas Ode for the New Year MDCCXVI                                      | 6. Dezember 1718 London                    |
| Laurence Eusden                           |         | 6. September 1688 Spofforth, North Yorkshire      | Trinity College University of Cambridge            | 1718 von Georg I.                                               | The Origin Of The Knights Of The Bath | 27. September 1730 Coningsby, Lincolnshire |
| Colley Cibber                             |         | 6. November 1671 London                           |                                                    | 1730 von Georg II.                                              | | 12. November 1757 London                   |
| William Whitehead                         |         | Anfang Februar 1715 Cambridge                     | Clare College University of Cambridge              | 1757 von Georg II. (nach der Ablehnung von Thomas Gray)         | On Ridicule The Enthusiast The Je Ne Scai Quoi | 14. April 1785 London                      |
| Thomas Warton                             |         | 9. Januar 1728 Basingstoke, Hampshire             | Trinity College University of Oxford               | 1785 von Georg III. (nach der Ablehnung von William Mason)      | The Triumph of Isis To the River Lodon | 21. Mai 1790 Oxford                        |
| Henry James Pye                           |         | 20. Februar 1745 London                           | Magdalen College University of Oxford              | 1790 von Georg III. (nach der Ablehnung von William Hayley)     | Poems on Various Subjects Alfred | 11. August 1813 Pinner Middlesex           |
| Robert Southey                            |         | 12. August 1774 Bristol                           | Balliol College University of Oxford               | 1813 von Georg III. (nach der Ablehnung von Walter Scott)       | God's Judgement on a Wicked Bishop The Inchcape Rock After Blenheim Cataract of Lodore                                                                              | 21. März 1843 Keswick                      |
| William Wordsworth                        |         | 7. April 1770 Cockermouth                         | St John’s College University of Cambridge          | 1843 von Victoria                                               | I Wandered Lonely as a Cloud The Prelude Tintern Abbey The Lucy poems The World Is Too Much with Us                                                                 | 23. April 1850 Rydal Mount                 |
| Alfred Tennyson, 1. Baron Tennyson        |         | 6. August 1809 Somersby Lincolnshire              | Trinity College University of Cambridge            | 1850 von Victoria (nach Ablehnung von Samuel Rogers)            | The Charge of the Light Brigade Tears, Idle Tears Crossing the Bar In Memoriam A.H.H. Ulysses Tithonus                                                              | 6. Oktober 1892 Haslemere Surrey           |
| Alfred Austin                             |         | 30. Mai 1835 Headingley Leeds                     | Universität London                                 | 1896 von Victoria (nach Ablehnung von William Morris)           | The Season: a Satire To England | 2. Juni 1913 Ashford Kent                  |
| Robert Bridges                            |         | 23. Oktober 1844 Walmer Kent                      | Corpus Christi College University of Oxford        | 1913 von Georg V.                                               | Melancholia The Evening Darkens Over The Testament of Beauty | 21. April 1930 Oxford                      |
| John Masefield                            |         | 1. Juni 1878 Ledbury Herefordshire                | King’s School, Warwick                             | 1930 von Georg V.                                               | The Everlasting Mercy Sea-Fever Reynard The Fox | 12. Mai 1967 Abingdon Oxfordshire          |
| Cecil Day-Lewis                           |         | 27. April 1904 Ballintubbert County Laois, Irland | Wadham College University of Oxford                | 1968 von Elisabeth II.                                          | Newsreel | 22. Mai 1972 Hadley Wood Hertfordshire     |
| John Betjeman                             |         | 28. August 1906 Hampstead London                  | Magdalen College University of Oxford              | 1972 von Elisabeth II.                                          | Christmas Slough The Conversion of St Paul | 19. Mai 1984 Trebetherick, Cornwall        |
| Ted Hughes                                |         | 17. August 1930 Mytholmroyd, West Yorkshire       | Pembroke College, University of Cambridge          | 1984 von Elisabeth II. (nach der Ablehnung von Philip Larkin)   | Crow Moortown Diary Wolfwatching Tales from Ovid Birthday Letters                                                                                                   | 28. Oktober 1998 Devon                     |
| Andrew Motion                             |         | 26. Oktober 1952 London                           | University College, University of Oxford           | 1. Mai 1999 bis 1. Mai 2009 von Elisabeth II.                   | The Letter |                                            |
| Carol Ann Duffy                           |         | 23. Dezember 1955 Glasgow                         | University of Liverpool                            | 1. Mai 2009 von Elisabeth II.                                   | The World’s Wife |                                            |
| Simon Armitage                            |         | 26. Mai 1963 Huddersfield                         |                                                    | 10. Mai 2019 von Elisabeth II.                                  | |                                            |